# Hans Hamburger
Hans Ludwig Hamburger (5 de agosto de 1889 - 14 de agosto de 1956) fue un matemático alemán, profesor en las universidades de Berlín, Colonia y Ankara. Gran parte de su trabajo de investigación estuvo relacionado con la conjetura de Carathéodory, una cuestión de geometría analítica relacionada con los puntos umbilicales de una superficie.

## Semblanza
Hans nació en Berlín en 1889. Era el hijo mayor de Karl Hamburger y Margarethe Levy. Era de ascendencia judía, pero fue bautizado como protestante. Su padre era abogado y participaba en los círculos eruditos de Berlín.
Alumno del Liceo Real Francés de Berlín entre 1898 y 1907, Hamburger se doctoró por la Universidad de Múnich en 1914 bajo la supervisión de Alfred Pringsheim y después de participar en la Primera Guerra Mundial obtuvo su habilitación gracias a una tesis sobre las Extensiones del problema del momento de Stieltjes. Fue nombrado profesor asociado en la Universidad Humboldt de Berlín en 1921 y profesor en la Universidad de Colonia en 1926. Dejó Colonia en 1935, tras la imposición de las Leyes de Núremberg bajo el régimen nazi, y regresó a la casa de su madre en Berlín. En 1939 abandonó Alemania y de 1941 a 1946 fue profesor en la Universidad de Southampton. Después de la guerra, recibió una invitación para regresar a Colonia, pero en 1947 se mudó a la Universidad de Ankara, aunque finalmente regresó a Colonia en 1953.
Estuvo casado brevemente dos veces, con Malla Jessen (en 1927) y con Vera Schereschevsky (dos meses antes de su muerte en la ciudad de Colonia en 1956).

## Investigación
Los principales resultados de la investigación de Hamburger antes de la guerra se referían al problema del momento de Hamburger, que lleva su nombre, y a su trabajo sobre la conjetura de Carathéodory, que comenzó en Berlín en 1922 y solo se publicó 20 años después, lo que da una idea de la dificultad del problema. Atribuyó la conjetura a Carathéodory y su enfoque fue una reformulación de la conjetura en términos de un límite en el índice de un punto umbilical de una superficie aislado. Su atribución sigue vigente hoy y su solución de la conjetura en el caso analítico real se considera completa. También demostró un teorema inverso relacionado con la función zeta de Riemann.
Después de la Segunda Guerra Mundial, la investigación de Hamburger se centró principalmente en las aplicaciones lineales en espacios de Hilbert. Hamburger publicó el libro de texto Transformaciones lineales en un espacio vectorial de n dimensiones. Introducción a la teoría del espacio de Hilbert (1951) con Margaret Grimshaw.